# Aleth Hansen
Aleth Sophus Hansen, född den 21 februari 1817 i Rudkøbing, död den 24 december 1889 i Köpenhamn, var en dansk präst och politiker. 
Hansen blev student vid Köpenhamns universitet 1835 och candidatus theologiæ 1840. Åren 1845–1847 deltog han som skeppspräst i korvetten Galatheas världsomsegling och blev därefter kateket i Hjørring och 1850 kyrkoherde i Husby i Slesvig. I den landsdelen utfördes en stor och viktig del av hans prästerliga verksamhet. Han blev 1856 prost för Flensborgs amt och för de blandade socknarna i Gottorps prosteri och, efter att 1858 ha förflyttats till Grumtofts pastorat i Angel, prost för Gottorps prosteri (1860). Hansen fick där en svår uppgift att lösa, då kampen mellan danskt och tyskt i Slesvigs blandade distrikt särskilt rörde sig om kyrka och skola. Hans personliga älskvärdhet och rättsinne gjorde dock att han vann aktning från så gott som alla håll. Hansen använde säkert i regel sitt inflytande till att mildra kampens hetsighet, om han än för egen del stod helt och obetingat på den danska sidan. Som prästerskapets deputerade hade han åren 1855–1860 säte och stämma i den slesvigska ständerförsamlingen. Hansen tillhörde där den danska minoriteten, men tog ingen framträdande del i den politiska kampen. Kriget 1864 medförde hans avsked som slesvigsk präst, och han utnämndes därefter 1866 till kyrkoherde i Ferslev och Vellerup på Själland, varifrån han 1870 förflyttades till Ledøje och Smørum. Under denna andra period av hans prästerliga verksamhet var det som han den 15 mars 1868 utnämndes till kultusminister i Christian Emil Frijs kabinett. Kampen om valmenighetslagen var då i full gång och biskop P.C. Kierkegaard, som med anledning av den hade hamnat i konflikt med de övriga biskoparna, hade dragit sig tillbaka från kultusministeriet. Frijs överlät då detta til Hansen, som han kände från skoltiden i Sorø, och som i motsats till flertalet av sina kolleger var anhängare av lagen. Hansen lade under sin ministertid samma älskvärda karaktärsegenskap i dagen som under sin verksamhet i Slesvig, men visade ingen framträdande duglighet, varken som administratör eller som debattör. Valmenighetslagen genomfördes efter starkt motstånd i Landstinget, men endast genom att Frijs gjorde den till en kabinettsfråga. Den 22 september 1869 utträdde Hansen ur ministären och 1881 tog han på grund av sviktande hälsa avsked från prästtjänsten.

## Utmärkelser
- Riddare av Dannebrogorden,  1857[1]
- Dannebrogsmännens hederstecken,  1869[2]

[Redigera Wikidata]